# Religión en Afganistán
| \| Religión en Afganistán (2018) \| Religión en Afganistán (2018) \| Religión en Afganistán (2018) \| Religión en Afganistán (2018) \| Religión en Afganistán (2018) \| \| ----------------------------- \| ----------------------------- \| ----------------------------- \| ----------------------------- \| ----------------------------- \| \| Religión \| Religión \| \| Porcentaje \| Porcentaje \| \| Islam \| Islam \| \| 98.8 % \| 98.8 % \| \| Otra \| Otra \| \| 1.2 % \| 1.2 % \| |          |  |            |            |
| Religión en Afganistán (2018) |          |  |            |            |
| Religión | Religión |  | Porcentaje | Porcentaje |
| Islam | Islam    |  | 98.8 %     | 98.8 %     |
| Otra | Otra     |  | 1.2 %      | 1.2 %      |

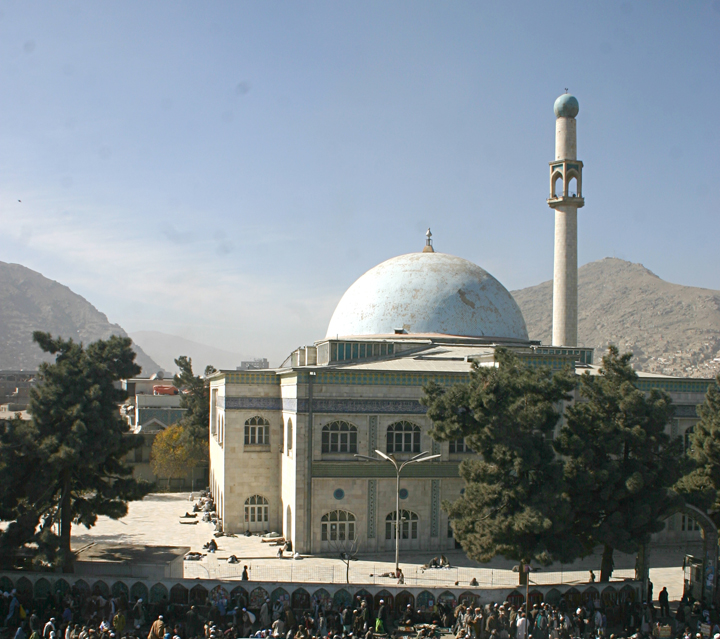
Mezquita Pul-e Khishti en Kabul, en Kabul, Afganistán.

La religión en Afganistán el 99% de sus ciudadanos practican el Islam. El 80% de la población sigue el sunismo. Los restantes son chiitas. Aparte de los musulmanes, también hay pequeñas minorías de sijismo e hinduismo.

## Historia
Se cree que la religión del zoroastrismo se originó en lo que hoy es Afganistán entre 1800 y 800 a. C., ya que se cree que su fundador Zoroastro vivió y murió en Balkh, mientras que la región en ese entonces era conocida como Ariana. A mediados del siglo VI a. C., los aqueménidas derrocaron a los medos e incorporaron a Aracosia, Aria y Bactriana dentro de sus límites orientales. Una inscripción en la lápida de Darío I de Persia menciona el Valle de Kabul en una lista de los 29 países que había conquistado.
Después de la conquista y ocupación de Alejandro Magno en el siglo IV a. C., el imperio seléucida  del estado sucesor, controló el área hasta el año 305 a. C., cuando dieron gran parte de ella al imperio indio de Maurya como parte de un tratado de alianza. Los mauryanos trajeron el budismo de la India y controlaron el sur de Afganistán hasta alrededor del año 185 a. C. cuando fueron derrocados.
En el siglo VII, los árabes musulmanes omeyas entraron en la zona ahora conocida como Afganistán después de derrotar decisivamente a los sasánidas en la batalla de Nihavand (642 d. C.). Tras esta derrota colosal, el último emperador sasánida, Yazdgerd III, se convirtió en un fugitivo perseguido y huyó hacia el este, hacia Asia Central. Al perseguir a Yazdgerd, los árabes decidieron entrar en la zona desde el noreste de Irán, y después a  Herat, donde estacionaron una gran parte de su ejército antes de avanzar hacia el resto de Afganistán. Los árabes hicieron esfuerzos considerables para propagar el islam entre la población local.
Un gran número de habitantes de la región del norte de Afganistán aceptaron el islam a través de los esfuerzos misioneros omeyas, especialmente bajo los reinados de Hisham ibn Abd al-Malik (califa de 723 a 733) y Umar ibn AbdulAziz (califa de 717 a 720). Durante el reinado de Al-Mutásim, el islam se practicaba generalmente entre la mayoría de los habitantes de la región y, finalmente, bajo Ya'qub-i Laith Saffari, el islam era, con mucho, la religión predominante de Kabul junto con otras grandes ciudades de Afganistán. Más tarde, los samánidas propagaron el islam en el corazón de Asia Central, ya que la primera traducción completa del Corán al persa ocurrió en el siglo IX. Desde el siglo IX, el islam ha dominado el paisaje religioso del país. Los líderes islámicos han entrado en la esfera política en varios momentos de crisis, pero rara vez han ejercido la autoridad secular durante mucho tiempo. Los restos de una presencia sahi en las fronteras orientales de Afganistán fueron expulsados por Mahmud de Ghazni durante los años del 998 al 1030.
Hasta la década de 1890, la provincia de Nūristān era conocida como Kafiristan («tierra de los infieles») por sus habitantes: los nuristaníes, eran un pueblo étnicamente distintivo que practicaban el animismo, el politeísmo y el chamanismo.

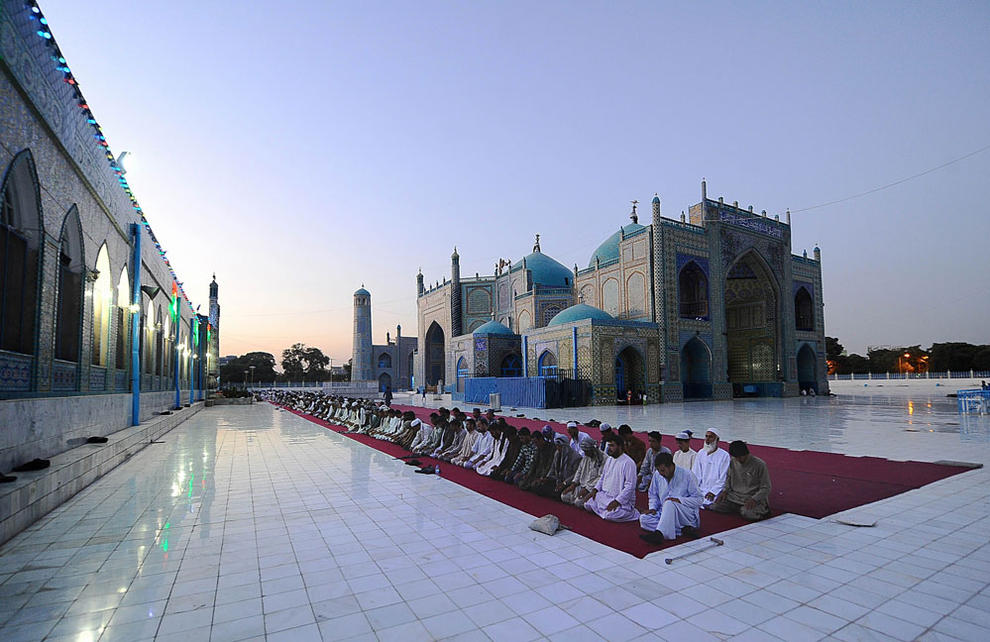
Hombres rezando en la Mezquita Azul o Santuario de Ali en la ciudad de Mazar-i-Sharif en el norte de Afganistán.

La invasión soviética de 1979 en apoyo de un gobierno comunista desencadenó una importante intervención de la religión en el conflicto político afgano, y el islam unió a la oposición política multiétnica. Una vez que el régimen de estilo marxista apoyado por los soviéticos llegó al poder en Afganistán, el Partido Democrático Popular de Afganistán (PDPA) se movilizó para reducir la influencia del Islam. El PDPA comunista «ateo» e «infiel» encarceló, torturó y asesinó a muchos miembros de establecimientos religiosos. Después de las conversaciones de Reconciliación Nacional en 1987, el islam se convirtió de nuevo en la religión del estado y el país eliminó la palabra «democrática» de su nombre oficial. Entre 1987 y 1992, el nombre oficial del país fue República de Afganistán, pero ahora es República Islámica de Afganistán. Para los afganos, el islam representa un sistema simbólico potencialmente unificador que contrarresta la división que frecuentemente surge de la existencia de un profundo orgullo por las lealtades tribales y de un abundante sentido del honor personal y familiar que se encuentra en sociedades multitribales y multiétnicas como Afganistán. Las mezquitas sirven no únicamente como lugares de culto, sino también para una multitud de funciones, incluyendo refugio para los huéspedes, lugares para reunirse y conversar, el centro de las festividades religiosas sociales y las escuelas. Casi todos los afganos han estudiado en una época de su juventud en una escuela de la mezquita; para algunos, ésta es la única educación formal que reciben.

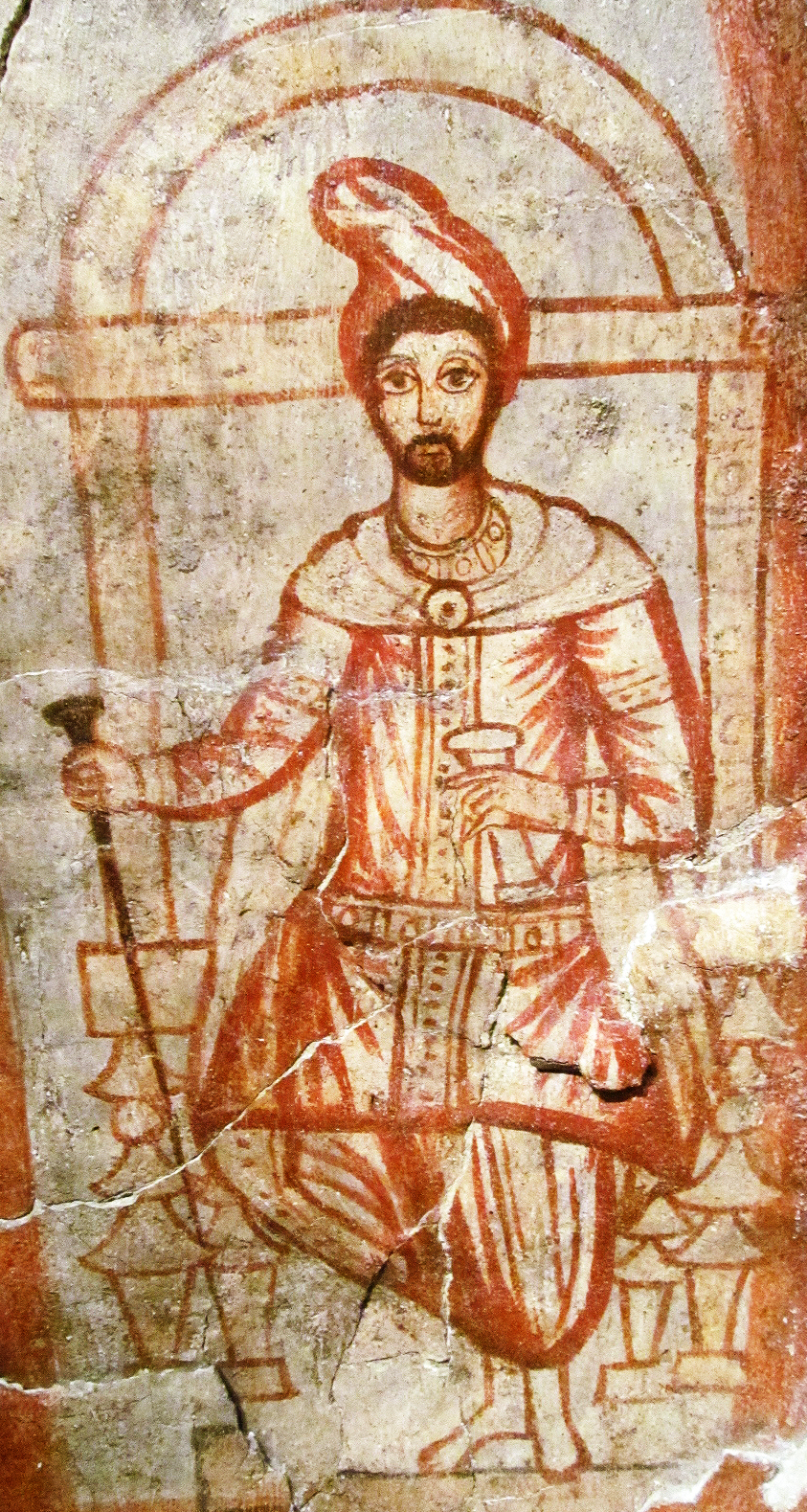
Sacerdote de Mitra de origen Persa, sosteniendo un pergamino, Fresco, mithraeum Dura-Europus, Siria, mediados del.

## Grupos religiosos minoritarios

### Islam chií
Los chiitas representan entre el 7%, y el 20% de la población total de Afganistán. Aunque hay una pequeña minoría suní entre ellos, los hazaras son predominantemente y abrumadores chiitas, la mayoría de imamíes con algunos grupos más pequeños practican la rama del ismailismo.

### Los musulmanes modernistas y no confesionales
Uno de los más importantes fundadores del movimiento intelectual reformista islámico modernista y musulmán no confesional en la era contemporánea fue Jamal al-Din al-Afghani. La aureola de reformismo llevado a cabo por estos pioneros fue un movimiento de enorme influencia y calado que «revitalizó» el islam a finales del siglo XIX y principios del siglo XX, siendo un intento de renovación del Islam.

### Zoroastrianismo
Según la World Christian Encyclopedia, 2.000 afganos fueron identificados como practicantes del zoroastrianismo en 1970.

### Sijs e hindúes
Hay unos 4.000 sijs e hindúes afganos que viven en diferentes ciudades, pero la mayoría en Kabul, Jalalabad y Kandahar. El senador Awtar Singh era el único sij en el parlamento de Afganistán.

### Bahaísmo
La fe Bahá'í fue introducida en Afganistán en 1919 y los bahaíes han estado viviendo allí desde la década de 1880. Actualmente, hay aproximadamente 400 bahaíes (según una estimación reciente) en Afganistán.

### Cristianismo
Algunos informes no confirmados afirman que hay entre 500 y 8.000 cristianos afganos que practican su fe secretamente en el país. Un estudio de 2015 estima que unos 3.300 creyentes en Cristo de origen musulmán residen en el país.

### Judaísmo
Había una pequeña comunidad judía en Afganistán que huyó del país antes y después de la invasión soviética de 1979, y presuntamente únicamente un individuo, Zablon Simintov, aún permanece en la actualidad. Se cree que hay entre 500 y 1.000 judíos secretos en Afganistán que fueron obligados a convertirse al islamismo después de que los talibanes tomaron el control del país. Hay comunidades judías afganas en Israel, Estados Unidos, Canadá y el Reino Unido.